# Den blå fugl
Den blå fugl er en dansk kortfilm fra 1984 med instruktion og manuskript af Annelise Malmgren. Filmen er lavet som en dukkefilm med legemsstore, farverige dukker i naturlige miljøer: Skov, slot, diskotek m.m. Det er et fabulerende lærestykke udformet som et eventyr, hvor indholdet også er en kønsrolledebat i venlig udformning.

## Handling
Prinsesse Irene tager afsted for at befri prins Tomas, der i mange år har været indespærret af en ond drage.